# Мирахметжан Музеппер
Мирахметжан Музеппер (кит. 木热合买提江·莫扎帕; 14 января 1991, Кашгар, Синьцзян-Уйгурский АР, Китай) — китайский футболист, полузащитник клуба «Шанхай СИПГ» и сборной Китая. Первый футболист уйгурского происхождения в сборной Китая.

## Биография
Родом из футбольной семьи. Его отец Музеппер и дед Зунун Мамут также были футболистами, выступали за команды Синьцзян-Уйгурского региона.

### Клубная карьера
Воспитанник клуба «Шаньдун Лунэн». Профессиональную карьеру начал в 2010 году в составе клуба китайской Суперлиги «Хэнань Цзянье», в котором выступал на правах аренды и провёл 21 матч. После окончания аренды вернулся в «Шаньдун», однако в клубе являлся игроком ротации. За 3 года в команде провёл лишь 11 матчей в Суперлиге. В 2014 году подписал контракт с «Хэнань Цзянье», где также провёл 3 года, сыграл 41 матч и забил 1 гол. В 2017 году перешёл в «Тяньцзинь Тэда».

### Карьера в сборной
Выступал за молодёжную и олимпийскую сборную Китая. В составе олимпийской сборной принимал участие в летних Азиатских играх 2010.
За основную сборную Китая дебютировал 7 сентября 2018 года в товарищеском матче против сборной Катара, в котором вышел на замену на 74-й минуте вместо Гао Линя.